# Општина Тамазунчале (Сан Луис Потоси)
Тамазунчале (шп. Tamazunchale) општина је у Мексику у савезној држави Сан Луис Потоси. Општина се налази на надморској висини од 120 м.

## Становништво
Према подацима из 2010. у општини је живело 96820 становника.

### Хронологија
| Година       | 2000                  | 2005                  | 2010                  |
| ------------ | --------------------- | --------------------- | --------------------- |
| Становништво | 89074 (44286 / 44788) | 93811 (46594 / 47217) | 96820 (47951 / 48869) |

### Попис
| \| \| м \| \| \| ж \| \| 0—2 \| 2.882 \| \| \| 2.748 \| \| 3—5 \| 3.273 \| \| \| 3.224 \| \| 6—11 \| 6.878 \| \| \| 6.813 \| \| 12—14 \| 3.616 \| \| \| 3.348 \| \| 15—17 \| 3.483 \| \| \| 3.451 \| \| 18—24 \| 5.628 \| \| \| 5.896 \| \| 60+ \| 4.722 \| \| \| 4.707 \| \| Просек : \| 27,4 \| \| \| 27,9 \| |       |  |  |       |
| |       |  |  |       |
| | м     |  |  | ж     |
| 0—2 | 2.882 |  |  | 2.748 |
| 3—5 | 3.273 |  |  | 3.224 |
| 6—11 | 6.878 |  |  | 6.813 |
| 12—14 | 3.616 |  |  | 3.348 |
| 15—17 | 3.483 |  |  | 3.451 |
| 18—24 | 5.628 |  |  | 5.896 |
| 60+ | 4.722 |  |  | 4.707 |
| Просек : | 27,4  |  |  | 27,9  |

| #   | Индикатор                                                                                        | Вредност |
| --- | ------------------------------------------------------------------------------------------------ | -------- |
| 1   | Становништво од 0 до 2 године                                                                    | 5630     |
| 2   | Мушко становништво од 0 до 2 године                                                              | 2882     |
| 3   | Женско становништво од 0 до 2 године                                                             | 2748     |
| 4   | Становништво са 3 и више година                                                                  | 90691    |
| 5   | Мушко становништво са 3 и више година                                                            | 44819    |
| 6   | Женско становништво са 3 и више година                                                           | 45872    |
| 7   | Становништво са 5 и више година                                                                  | 86362    |
| 8   | Мушко становништво са 5 и више година                                                            | 42620    |
| 9   | Женско становништво са 5 и више година                                                           | 43742    |
| 10  | Становништво са 12 и више година                                                                 | 70503    |
| 11  | Мушко становништво са 12 и више година                                                           | 34668    |
| 12  | Женско становништво са 12 и више година                                                          | 35835    |
| 13  | Становништво са 15 и више година                                                                 | 63539    |
| 14  | Мушко становништво са 15 и више година                                                           | 31052    |
| 15  | Женско становништво са 15 и више година                                                          | 32487    |
| 16  | Становништво са 18 и више година                                                                 | 56605    |
| 17  | Мушко становништво са 18 и више година                                                           | 27569    |
| 18  | Женско становништво са 18 и више година                                                          | 29036    |
| 19  | Становништво од 3 до 5 година                                                                    | 6497     |
| 20  | Мушко становништво од 3 до 5 година                                                              | 3273     |
| 21  | Женско становништво од 3 до 5 година                                                             | 3224     |
| 22  | Становништво од 6 до 11 година                                                                   | 13691    |
| 23  | Мушко становништво од 6 до 11 година                                                             | 6878     |
| 24  | Женско становништво од 6 до 11 година                                                            | 6813     |
| 25  | Становништво од 8 до 14 година                                                                   | 16291    |
| 26  | Мушко становништво од 8 до 14 година                                                             | 8313     |
| 27  | Женско становништво од 8 до 14 година                                                            | 7978     |
| 28  | Становништво од 12 до 14 година                                                                  | 6964     |
| 29  | Мушко становништво од 12 до 14 година                                                            | 3616     |
| 30  | Женско становништво од 12 до 14 година                                                           | 3348     |
| 31  | Становништво од 15 до 17 година                                                                  | 6934     |
| 32  | Мушко становништво од 15 до 17 година                                                            | 3483     |
| 33  | Женско становништво од 15 до 17 година                                                           | 3451     |
| 34  | Становништво од 18 до 24 године                                                                  | 11524    |
| 35  | Мушко становништво од 18 до 24 године                                                            | 5628     |
| 36  | Женско становништво од 18 до 24 године                                                           | 5896     |
| 37  | Женско становништво од 15 до 49 година                                                           | 24214    |
| 38  | Становништво са 60 и више година                                                                 | 9429     |
| 39  | Мушко становништво са 60 и више година                                                           | 4722     |
| 40  | Женско становништво са 60 и више година                                                          | 4707     |
| 41  | Однос између мушкараца и жена                                                                    | 98.12    |
| 42  | Становништво од нуле до 14 година                                                                | 32782    |
| 43  | Становништво од 15 до 64 године                                                                  | 56815    |
| 44  | Становништво од 65 година и више                                                                 | 6724     |
| 45  | Просечан број деце                                                                               | 2.71     |
| 46  | Становништво рођено у ентитету                                                                   | 88805    |
| 47  | Мушко становништво рођено у ентитету                                                             | 44336    |
| 48  | Женско становништво рођено у ентитету                                                            | 44469    |
| 49  | Становништво рођено у другом ентитету                                                            | 7246     |
| 50  | Мушко становништво рођено у другом ентитету                                                      | 3247     |
| 51  | Женско становништво рођено у другом ентитету                                                     | 3999     |
| 52  | Становништво од 5 година и више резидентно у ентитету у јуну 2005. године                        | 83181    |
| 53  | Мушко становништво старосног доба од 5 година и више, резидентно у ентитету у јуну 2005. године  | 40916    |
| 54  | Женско становништво старосног доба од 5 и више година, резидентно у ентитету у јуну 2005. године | 42265    |
| 55  | Становништво од 5 година и више које је живело у другом ентитету у јуну 2005. године             | 2420     |
| 56  | Мушко становништво старије од 5 година које је живело у другом ентитету у јуну 2005. године      | 1246     |
| 57  | Женско становништво старије од 5 година које је живело у другом ентитету у јуну 2005. године     | 1174     |
| 58  | Становништво од 3 године и више које говори аутохтони језик                                      | 39161    |
| 59  | Мушко становништво старо 3 године и више које говори аутохтони језик                             | 19824    |
| 60  | Женско становништво старо 3 године и више које говори аутохтони језик                            | 19337    |
| 61  | Становништво од 3 године и више које говори аутохтони језик и не говори шпански језик            | 2521     |
| 62  | Мушко становништво старо 3 године и више које говори аутохтони језик и не говори шпански         | 997      |
| 63  | Женско становништво старо 3 године и више које говори аутохтони језик и не говори шпански језик  | 1524     |
| 64  | Становништво старо 3 године и више које говори аутохтони језик и шпански                         | 36137    |
| 65  | Мушко становништво старо 3 године и више које говори аутохтони језик и шпански                   | 18616    |
| 66  | Женско становништво старо 3 године и више које говори аутохтони језик и шпански                  | 17521    |
| 67  | Становништво од 5 година и више које говори аутохтони језик                                      | 38226    |
| 68  | Становништво од 5 година и више које говори аутохтони језик и не говори шпански језик            | 2441     |
| 69  | Становништво од 5 година и више које говори аутохтони језик и говори шпански језик               | 35297    |
| 70  | Становништво у домородачким домаћинствима                                                        | 59696    |
| 71  | Становништво са ограничењима у активностима                                                      | 3032     |
| 72  | Становништво са ограниченим ходањем или кретањем, горе или доле                                  | 1413     |
| 73  | Становници са ограничењима вида, чак и уз кориштење сочива                                       | 921      |
| 74  | Становништво са ограничењима говора, комуникације или конверзације                               | 405      |
| 75  | Становништво са ограниченим слухом                                                               | 406      |
| 76  | Становништво са ограничењима при одевању, купању или јелу                                        | 117      |
| 77  | Становништво са ограничењима у опажању или учењу једноставних ствари                             | 136      |
| 78  | Становништво са менталним ограничењима                                                           | 287      |
| 79  | Становништво без ограничења активности                                                           | 92619    |
| 80  | Становништво од 3 до 5 година које не похађа школу                                               | 1696     |
| 81  | Мушко становништво од 3 до 5 година које не похађа школу                                         | 859      |
| 82  | Женско становништво од 3 до 5 година које не похађа школу                                        | 837      |
| 83  | Становништво од 6 до 11 година које не похађа школу                                              | 334      |
| 84  | Мушко становништво од 6 до 11 година које не похађа школу                                        | 183      |
| 85  | Женско становништво од 6 до 11 година које не похађа школу                                       | 151      |
| 86  | Становништво од 12 до 14 година које не похађа школу                                             | 468      |
| 87  | Мушко становништво од 12 до 14 година које не похађа школу                                       | 229      |
| 88  | Женско становништво од 12 до 14 година које не похађа школу                                      | 239      |
| 89  | Становништво од 15 до 17 година похађа школу                                                     | 4732     |
| 90  | Мушко становништво од 15 до 17 година похађа школу                                               | 2442     |
| 91  | Женско становништво између 15 и 17 година живота у школи                                         | 2290     |
| 92  | Становништво од 18 до 24 године похађа школу                                                     | 2456     |
| 93  | Мушко становништво од 18 до 24 године похађа школу                                               | 1231     |
| 94  | Женско становништво од 18 до 24 године похађа школу                                              | 1225     |
| 95  | Становништво од 8 до 14 година које не може да чита и пише                                       | 939      |
| 96  | Мушко становништво старосног доба од 8 до 14 година које не може да чита и пише                  | 534      |
| 97  | Женско становништво старосног доби од 8 до 14 година које не може да чита и пише                 | 405      |
| 98  | Становништво од 15 година и више које је неписмено                                               | 10123    |
| 99  | Мушко становништво од 15 година и више које је неписмено                                         | 4107     |
| 100 | Женско становништво од 15 година и више које је неписмено                                        | 6016     |
| 101 | Становништво старо 15 и више година без школовања                                                | 8407     |
| 102 | Мушко становништво старо 15 и више година без школовања                                          | 3437     |
| 103 | Женско становништво старо 15 и више година без школовања                                         | 4970     |
| 104 | Становништво старосног доба 15 и више година са непотпуним основним образовањем                  | 11199    |
| 105 | Мушко становништво старосног доба од 15 година и више са непотпуном основним образовањем         | 5755     |
| 106 | Женско становништво старосног доба 15 и више година са непотпуном основним образовањем           | 5444     |
| 107 | Становништво старо 15 и више година са комплетним основним образовањем                           | 10837    |
| 108 | Мушко становништво старо 15 година и више са комплетним основним образовањем                     | 5182     |
| 109 | Женско становништво старо 15 и више година са комплетним основним образовањем                    | 5655     |
| 110 | Становништво старосног доба 15 и више година са непотпуним средњим образовањем                   | 3441     |
| 111 | Мушко становништво старосног доба од 15 година и више са непотпуним средњим образовањем          | 1727     |
| 112 | Женско становништво старосног доба од 15 година и више са непотпуним средњим образовањем         | 1714     |
| 113 | Становништво старо 15 и више година са пуним секундарном образовањем                             | 14182    |
| 114 | Мушко становништво старосног доба од 15 година и више са пуним секундарном образовањем           | 7270     |
| 115 | Женско становништво старосног доба од 15 година и више са пуним секундарном образовањем          | 6912     |
| 116 | Становништво старије од 18 година са постосновним образовањем                                    | 13037    |
| 117 | Мушко становништво старије од 18 година са постосновним образовањем                              | 6519     |
| 118 | Женско становништво старије од 18 година са постосновним образовањем                             | 6518     |
| 119 | Просечна оцена школовања                                                                         | 7.06     |
| 120 | Просечан ниво образовања мушке популације                                                        | 7.23     |
| 121 | Просечан ниво образовања женског становништва                                                    | 6.89     |
| 122 | Економски активно становништво                                                                   | 32736    |
| 123 | Економски активна мушка популација                                                               | 25320    |
| 124 | Економски активна женска популација                                                              | 7416     |
| 125 | Становништво које није економски активно                                                         | 37360    |
| 126 | Мушко становништво које није економски активно                                                   | 9086     |
| 127 | Женско становништво које није економски активно                                                  | 28274    |
| 128 | Запослено становништво                                                                           | 31210    |
| 129 | Запослено мушко становништво                                                                     | 23947    |
| 130 | Запослено женско становништво                                                                    | 7263     |
| 131 | Незапослена популација                                                                           | 1526     |
| 132 | Незапослена мушка популација                                                                     | 1373     |
| 133 | Незапослена женска популација                                                                    | 153      |
| 134 | Становништво без права на здравствене услуге                                                     | 35990    |
| 135 | Становништво које има право на здравствене услуге                                                | 60047    |
| 136 | Становништво које има право на ИМСС                                                              | 13453    |
| 137 | Становништво које има право на социјално осигурање                                               | 6122     |
| 138 | Становништво које има право на државно социјално осигурање                                       | 124      |
| 139 | Становништво које има право на опште осигурање или здравствено осигурање за нову генерацију      | 41307    |
| 140 | Становништво које је било једном или није било у браку током 12 година и више                    | 24549    |
| 141 | Венчано или уједињено становништво од 12 година и више                                           | 40112    |
| 142 | Становништво које је било у браку или уједињено 12 година и више                                 | 5704     |
| 143 | Становништво са католичком религијом                                                             | 80762    |
| 144 | Протестанти, еванђелисти и библијски следбеници различити од еванђелиста                         | 13464    |
| 145 | Становништво са другим религијама различитим од претходних                                       | 14       |
| 146 | Становништво без религије                                                                        | 1449     |
| 147 | Укупно пописаних домаћинства                                                                     | 21651    |
| 148 | Пописна домаћинства на челу са мушкарцима                                                        | 17778    |
| 149 | Пописна домаћинства на челу са женама                                                            | 3873     |
| 150 | Становништво у пописним домаћинствима                                                            | 96130    |
| 151 | Становништво у пописним домаћинствима на челу са мушкарцима                                      | 82751    |
| 152 | Становништво у пописним домаћинствима на челу са женама                                          | 13379    |
| 153 | Укупно домаћинстава                                                                              | 24950    |
| 154 | Укупно насељених домаћинстава                                                                    | 21806    |
| 155 | Укупно приватних кућа                                                                            | 24795    |
| 156 | Насељени приватни домови                                                                         | 21651    |
| 157 | Укупно насељених приватних кућа                                                                  | 21801    |
| 158 | Ненасељене приватне куће                                                                         | 1997     |
| 159 | Појединачна домаћинства за привремену употребу                                                   | 1147     |
| 160 | Становници у насељеним приватним кућама                                                          | 96130    |
| 161 | Насељеност станара у приватним становима                                                         | 4.44     |
| 162 | Просечно становника по соби у приватним насељеним домаћинствима                                  | 1.41     |
| 163 | Појединачна домаћинства са подовима од различитих материјала од земље                            | 15710    |
| 164 | Појединачна домаћинства у приземљу                                                               | 5847     |
| 165 | Појединачна домаћинства са једном спаваћом собом                                                 | 9897     |
| 166 | Појединачна домаћинства са две спаваће собе и више                                               | 11695    |
| 167 | Појединачна домаћинства са једним собом                                                          | 2515     |
| 168 | Појединачна домаћинства са две собе                                                              | 5549     |
| 169 | Појединачна домаћинства са 3 собе и више                                                         | 13495    |
| 170 | Појединачна домаћинства која имају електрично светло                                             | 20554    |
| 171 | Појединачна домаћинства која немају електрично светло                                            | 1018     |
| 172 | Појединачна домаћинства која имају водоводну воду у стамбеном простору                           | 12668    |
| 173 | Појединачна домаћинства која немају водоводну воду у стамбеном простору                          | 8911     |
| 174 | Појединачна домаћинства која имају тоалет                                                        | 21028    |
| 175 | Појединачна домаћинства која имају канализацију                                                  | 15317    |
| 176 | Појединачна домаћинства која немају канализацију                                                 | 6215     |
| 177 | Појединачна домаћинства која имају електрично светло, довод воде из јавне мреже и канализацију   | 10167    |
| 178 | Појединачна домаћинства без икаквих услова                                                       | 2300     |
| 179 | Појединачна домаћинства која имају радио                                                         | 16196    |
| 180 | Појединачна домаћинства која имају телевизор                                                     | 15431    |
| 181 | Појединачна домаћинства која имају фрижидер                                                      | 11755    |
| 182 | Појединачна домаћинства која имају машину за веш                                                 | 5145     |
| 183 | Појединачна домаћинства која имају аутомобил или комби                                           | 2727     |
| 184 | Појединачна домаћинства која имају рачунар                                                       | 2264     |
| 185 | Појединачна домаћинства која имају фиксну телефонску линију                                      | 3736     |
| 186 | Појединачна домаћинства која имају мобилни телефон                                               | 6342     |
| 187 | Појединачна домаћинства која имају приступ интернету                                             | 1245     |